# Ignazio Spalla
Ignazio Spalla, talvolta accreditato come Pedro Sanchez (Siena, 1924 – 1995), è stato un attore italiano.

## Biografia
Ignazio Spalla è stato un attore caratterista Italiano; attivo nell'ambito cinematografico per circa un quindicennio, specializzatosi perlopiù negli spaghetti-western nel personaggio tipico del "cattivo" messicano; per questo genere, assunse lo pseudonimo di Pedro Sanchez. 
Dotato di una fisicità corpulenta e di un viso rude dall'aria tipicamente minacciosa, Ignazio Spalla venne richiesto per interpretare ruoli da cattivo anche nella parodia stessa del genere western; infatti spesso fece da supporto alla coppia composta da Franco Franchi e Ciccio Ingrassia.
Ignazio Spalla lasciò il mondo del cinema verso la fine degli anni settanta.

## Filmografia
- Due mafiosi nel Far West, regia di Giorgio Simonelli (1964)
- Il piombo e la carne, regia di Marino Girolami (1964)
- I figli del leopardo, regia di Sergio Corbucci (1965)
- Un dollaro bucato, regia di Giorgio Ferroni (1965)
- I due sergenti del generale Custer, regia di Giorgio Simonelli (1965)
- Perché uccidi ancora, regia di José Antonio de la Loma e Edoardo Mulargia (1965)
- Vayas con dios, Gringo, regia di Edoardo Mulargia (1966)
- Thompson 1880, regia di Guido Zurli (1966)
- Il grande colpo dei 7 uomini d'oro, regia di Marco Vicario (1966)
- Spara forte, più forte... non capisco!, regia di Eduardo De Filippo (1966)
- I due figli di Ringo, regia di Giorgio Simonelli e Giuliano Carnimeo (1966)
- Il figlio di Django, regia di Osvaldo Civirani (1967)
- La morte non conta i dollari, regia di Riccardo Freda (1967)
- I diamanti che nessuno voleva rubare, regia di Gino Mangini (1967)
- Cjamango, regia di Edoardo Mulargia (1967)
- Vado... l'ammazzo e torno, regia di Enzo G. Castellari (1967)
- Non aspettare Django, spara, regia di Edoardo Mulargia (1967)
- I barbieri di Sicilia, regia di Marcello Ciorciolini (1967)
- Pecos è qui: prega e muori!, regia di Maurizio Lucidi (1968)
- Quella sporca storia nel West, regia di Enzo G. Castellari (1968)
- Chiedi perdono a Dio... non a me, regia di Vincenzo Musolino (1968)
- El Zorro, regia di Guido Zurli (1968)
- I nipoti di Zorro, regia di Marcello Ciorciolini (1968)
- Quintana, regia di Vincenzo Musolino (1969)
- Ehi amico... c'è Sabata. Hai chiuso!, regia di Gianfranco Parolini (1969)
- Beatrice Cenci, regia di Lucio Fulci (1969)
- Indio Black, sai che ti dico: sei un gran figlio di..., regia di Gianfranco Parolini (1970)
- Tara Pokì, regia di Amasi Damiani (1971)
- È tornato Sabata... hai chiuso un'altra volta!, regia di Gianfranco Parolini (1971)
- La vergine di Bali, regia di Guido Zurli (1972)
- Sotto a chi tocca!, regia di Gianfranco Parolini (1972)
- Sette monache a Kansas City, regia di Marcello Zeani (1973)
- ...e così divennero i 3 supermen del West, regia di Italo Martinenghi (1973)
- Carambola, regia di Ferdinando Baldi (1974)
- Zanna Bianca e il cacciatore solitario, regia di Alfonso Brescia (1975)
- Il sogno di Zorro, regia di Mariano Laurenti (1975)
- Prima ti suono e poi ti sparo, regia di Franz Antel (1975)
- La spacconata, regia di Alfonso Brescia (1975)
- Autostop rosso sangue, regia di Pasquale Festa Campanile (1977)